# Profil Morávky
Profil Morávky je přírodní památka poblíž obce Dobrá v okrese Frýdek-Místek. Důvodem ochrany je kaňonovitý profil přirozeného štěrkonosného toku Morávky se skalními prahy a peřejemi a zachování přilehlých lužních porostů a štěrkových teras s výskytem chráněných a ohrožených druhů rostlin a živočichů.
Nepravidelný profil neupraveného štěrkonosného toku Morávky, která místy meandruje a vytváří štěrková pole. V korytě je odkryto předkvartérní podloží a vytvořily se skalní prahy a peřeje

## Geologie
Koryto řeky i její opuštěná ramena jsou zahloubena až na výchozy skalního podloží do fluviálních štěrkových akumulací náplavového kužele se třemi dílčími stupni. Akumulace je v celé své mocnosti tvořena hrubými štěrky s nízkým podílem písčitého a hlinitého materiálu, s valouny v průměru do 20 cm a s hojnými většími bloky. Vznik náplavového kužele spadá do období posledního viselského glaciálu. Jeho původní sedimentační povrch (v úrovni cca 8 metrů nad hladinou řeky) je nazýván terasou staroměstskou. Vnější zóny terasy jsou pokryty návějemi spraší, místy se na povrchu zachovaly zbytky jílovitých a slatinných zemin.

## Flóra
V území nejsou lužní lesy v pravém slova smyslu, neboť vodní tok je zahlouben 3–7 metrů oproti říční terase. Zachovaly se zbytky věkově a druhově diferencovaných, přírodně blízkých porostů. Většinou však byly lesy přeměřeny hospodářskými zásahy na stejnověké listnaté porosty, ve kterých převládá lípa malolistá (Tilia cordata), jasan ztepilý (Fraxinus excelsior), v příměsi vrba bílá (Salix alba), vrba křehká (Salix fragilis), vrba jíva (Salix caprea), dub letní (Quercus robur), javor klen (Acer pseudoplatanus), javor mléč (Acer platanoides). Zajímavá je populace olše šedé (Alnus incana), která sestupuje podél toku z vyšších vegetačních stupňů, a dnes již mizejícího jilmu vazu (Ulmus laevis). Ještě v 80. letech 20. století se na štěrkových lavicích nacházela početná populace kriticky ohroženého židoviníku německého (Myricaria germanica), po vodohospodářských úpravách a velkých povodní v 90. letech 20. století však zbylo několik keřů a aktivní koryto. Rychle se rozrůstá agresivní křídlatka japonská (Reynourita japonica).

## Fauna
Na nezarostlých štěrkových náplavech Morávky můžeme najít vzácné druhy bezobratlých – pavouka Arctosa cinerea, marši Tetrix tuerki a saranče Sphingonotus coerulans.V samotném toku žije kromě běžných ryb pstruhového pásma také ohrožená střevle potoční (Phoxinus phoxinus). Podél řeky hnízdí v hojném počtu pisík obecný (Actitis hypoleucos).

## Lesnictví
Hospodářsky využívané lesy nemají většinou přirozenou věkovou ani prostorovou skladbu. Chybí některé věkové třídy, jinde rostou pouze stejnověké dřeviny, případně s vytvářejícím se podružným prostorem. Věkové struktuře odpovídá prostorová skladba, většinou etážovitá, bez vertikálního zápoje. Nyní jsou lesní prostory ponechány přirozenému vývoji, místy s probírkami.

## Využití
Území v blízkosti města je pod značným návštěvnickým tlakem, zejména v létě se negativně projevuje celodenní neřízená rekreace a táboření.